# Flusskraftwerk Stallegg
Das Flusskraftwerk Stallegg ist das älteste Drehstromkraftwerk und drittälteste Flusskraftwerk Deutschlands und steht unter Denkmalschutz. Es liegt in der Wutachschlucht unterhalb von Göschweiler nach der Einmündung des Rötenbachs in die Wutach und wurde 1895 in Betrieb genommen.

## Geschichte
Am 25. August 1891 wurde bei der internationalen elektrotechnischen Ausstellung in Frankfurt am Main zum ersten Mal elektrische Energie mittels der 1887 durch Friedrich August Haselwander entwickelten Drehstromtechnik über eine bis dahin unvorstellbare Entfernung von 176 km übertragen. Gleichzeitig bestand im Hause Fürstenberg unter Fürst Karl Egon III der Wunsch, sowohl das Schloss zu Donaueschingen, die Fürstlich Fürstenbergische Brauerei als auch die Stadt Donaueschingen mit elektrischer Energie zu versorgen. Da die Quellflüsse der Donau, Brigach und Breg, in Donaueschingen nur ein geringes Gefälle und zudem durch Mühlen und Sägewerke weitestgehend energietechnisch genutzt waren, hätte man für eine Erweiterung des bereits bestehenden kleinen Gleichstromkraftwerkes, auf die teure Kohle als Energieträger ausweichen müssen. Nachdem mit der Kraftübertragung von Laufen am Neckar nach Frankfurt der Beweis für eine wirtschaftliche Energieübertragung über weite Strecken erbracht worden war, entschied man sich unter Fürst Karl Egon IV, der seinem Vater 1892 folgte, 24 km von Donaueschingen entfernt ein Kraftwerk zu bauen.

### Bau
1894 wurde mit dem Bau einer 6 m hohen und 17 m langen Sperrmauer aus Stampfbeton begonnen. Die zwischen zwei Felsvorsprünge eingepasste Sperrmauer hat eine Basisbreite von 2,5 m und eine Kronenbreite von 2 m. Neu waren zum einen das Bauprinzip als Bogenstaumauer und der Baustoff Beton. Unmittelbar an der Sperrmauer schließt sich ein 191 m langer, 1,8 × 1,5 m ausbetonierter Stollen an, welcher kurz vor dem 11 m tiefer liegenden Krafthaus in zwei Rohrleitungen mündet. Parallel zu den Bauarbeiten an der Sperrmauer und dem Krafthaus, wurde bei der Fürstenbergischen Maschinenfabrik in Immendingen die Turbinenanlage erstellt. Der elektrische Teil der Anlage, bestehend aus einem Drehstromgenerator, Erregermaschine, Turbinenregelung und Transformator wurde von der Elektrizitäts AG vormals Schuckert & Co. in Nürnberg  gebaut und im Frühjahr des Jahres 1895 installiert. Für die Energieübertragung wurde von Stallegg nach Donaueschingen eine 24 km lange 10-kV-Hochspannungsleitung aus 480 Stück 10 m hohen Masten gebaut. Der Bau war mit den Auflagen verbunden, dass das in 3,5 km Entfernung liegende Sägewerk Schattenmühle nicht im Betrieb gestört würde und dass ausreichend Wasser für die Fische bliebe.

### Elektrotechnische Ausführung

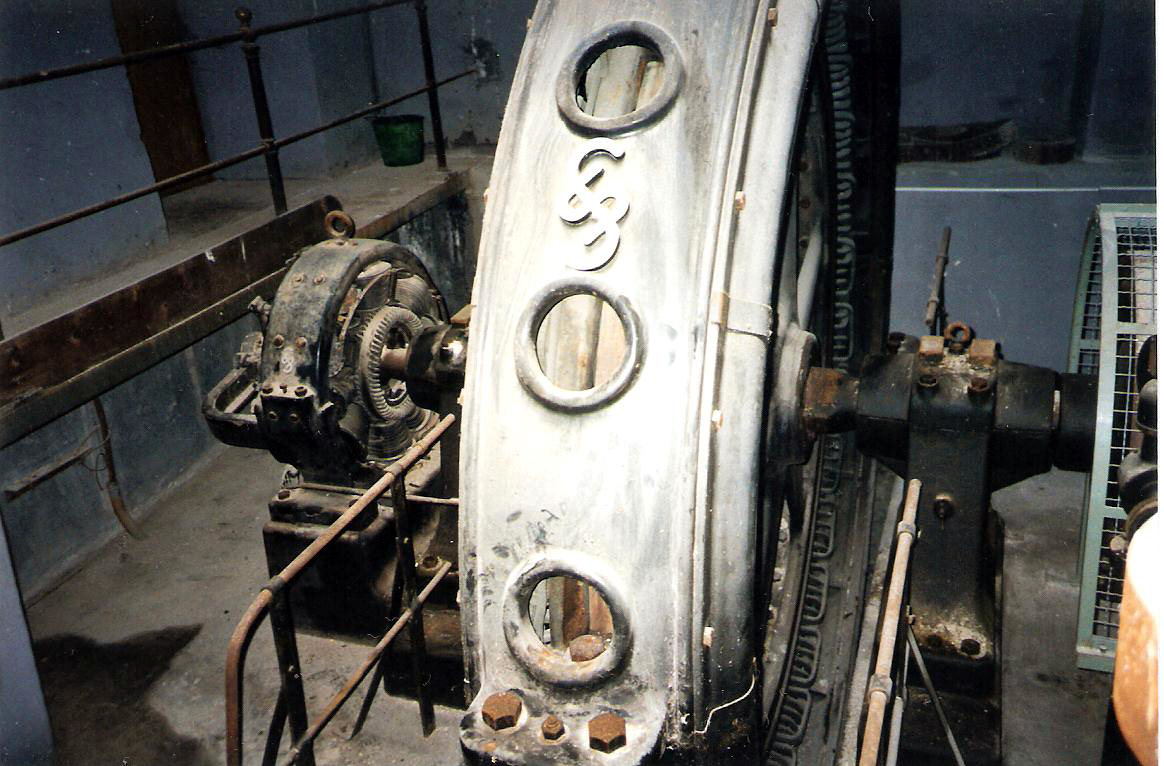
Generator von 1895

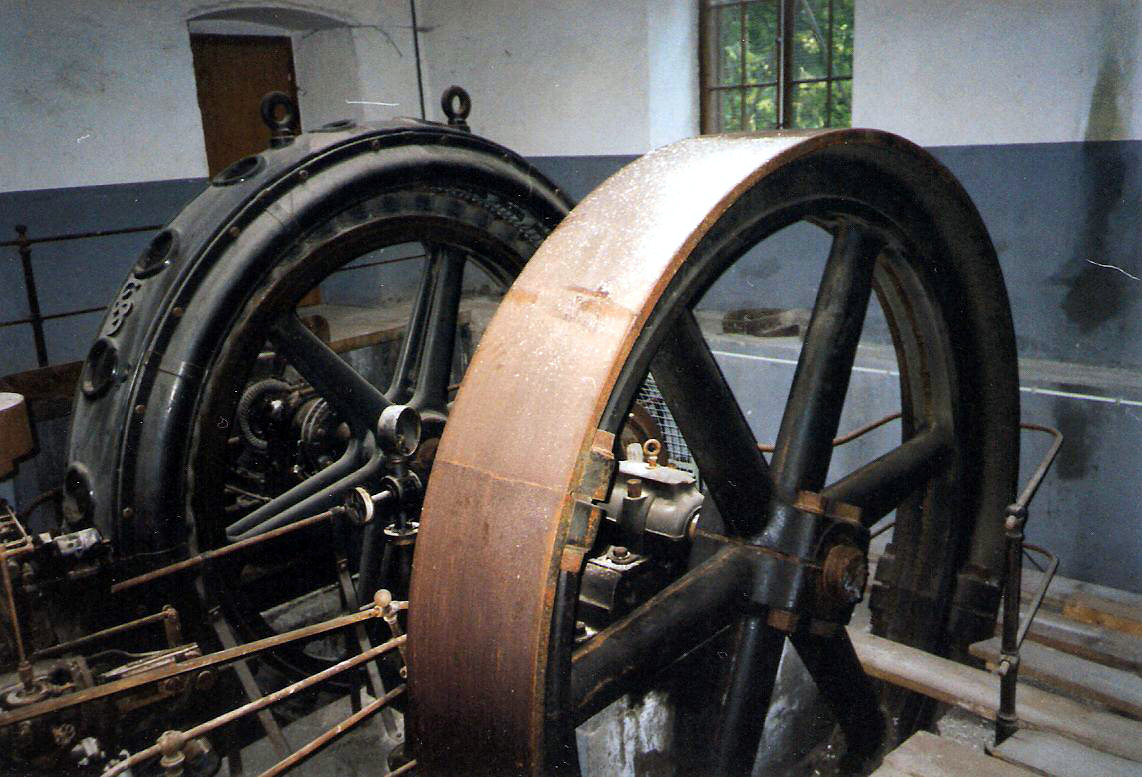
Generator und Schwungrad von 1895

Der von Schuckert & Co. gebaute waagerechte Maschinensatz, bestehend aus Erregermaschine, Drehstromgenerator und Schwungrad wurde von einer horizontal arbeitenden Francisturbine angetrieben, welche für ein maximales Schluckvolumen von 3300 l/s bei 11 m gebaut war. Die Turbine erbrachte bei 60/min eine Leistung von 160 kW. Der Antrieb erfolgte durch ein Kammrad mit Holzzähnen (Übersetzung 2,5:1) auf eine Zwischenwelle und von dieser durch Lederriemen auf die Generatorwelle. Der Generator hatte eine Scheinleistung von 150 kVA bei 300/min. Diese erste Turbine wurde aber bereits nach wenigen Jahren durch eine waagerechte, wesentlich leistungsstärkere, Francisturbine von J.M. Voith in Heidenheim ersetzt. Bei nur noch 2350 l/s Schluckvolumen erbringt sie bei 150/min die gleiche Leistung wie die alte Turbine. Sie besaß zuerst ebenfalls Riemenantrieb, wurde aber später direkt mit den Generator gekuppelt.
Die vom Drehstromgenerator erzeugte Spannung von 200 V wurde mittels zweier 75kVA-Transformatoren auf 10 kV transformiert und der Hochspannungsleitung zugeführt. Diese bestand aus drei blanken 16 mm² starken Kupferdrähten.

### Betrieb
Am 12. Juli 1895 erfolgte der Probelauf der Wasserkraftanlage und am 5. August 1895 begann der Probebetrieb der elektrischen Energieübertragung. Am 6. Oktober 1895 wurde der reguläre Betrieb aufgenommen. Die nach Donaueschingen mittels Hochspannungsleitung übertragene Energie wurde dort mittels zweier 70kVA-Drehstromtransformatoren von 10 kV auf 220 V umgesetzt und damit ein rotierender Umformer, bestehend aus Drehstrommotor und Gleichstromgenerator, angetrieben. Der so gewonnene Gleichstrom wurde in das bestehende Dreileiter-Gleichspannungsnetz mit 2 × 110 V eingespeist. Die bereitgestellte Energie wurde zu 2/3 von der Fürstenbergischen Brauerei in Anspruch genommen. Aber auch die Straßen Donaueschingens wurden über 87 Straßenlaternen beleuchtet und in den Privathaushalten sowie dem Fürstenbergischen Schloss waren 3480 Lampen zu 16 Kerzen (ca. 25 W) installiert.
Mehrmals war Kaiser Wilhelm II. in Donaueschingen zu Besuch, zu dessen Anlass der Schlossgarten und das Schloss regelmäßig festlich beleuchtet wurden.

### Erweiterung
1919 reichte die bereitgestellte Energie nicht mehr aus, woraufhin Fremdstrom vom Großkraftwerk Laufenburg bezogen wurde. Damit war das Fürstlich Fürstenbergisches Elektrizitätsnetz kein Inselbetrieb mehr und konnte wegen der verfügbaren Energie großzügig erweitert werden. Links der Wutach wurden die Orte Löffingen, Göschweiler, Reiselfingen, Seppenhofen, Bachheim mit Neuenburg, Unadingen und Dittishausen und auf der rechten Seite der Wutach Gündelwangen, Boll und Holzschlag mit Grünwald angeschlossen. 1939 wurde die Staumauer erhöht und 1940 eine zweite Turbine, eine Voith-Spiralturbine, mit einem Schluckvermögen von 1500 l/s eingebaut. Sie ist durch ein Zahnradgetriebe mit einem Generator gekuppelt, welcher bei 1000/min eine Leistung von 150 kW abgeben kann.

### Gaststätte im Kraftwerk
Von 1925 an war über viele Jahrzehnte Wilhelm Helmling Werksleiter in Stallegg und betrieb mit seiner Familie nebenher im Obergeschoss des Kraftwerks eine Gaststätte, in der Wanderer, aber auch die Dorfjugend von Göschweiler und Umgebung ein- und aus gingen. In den letzten Jahren vor der Stilllegung wurde das Kraftwerk von vier Maschinisten im Schichtbetrieb betreut, die in kleinerem Umfang noch einen Getränkeausschank betrieben.

### Verkauf und Neuanfang

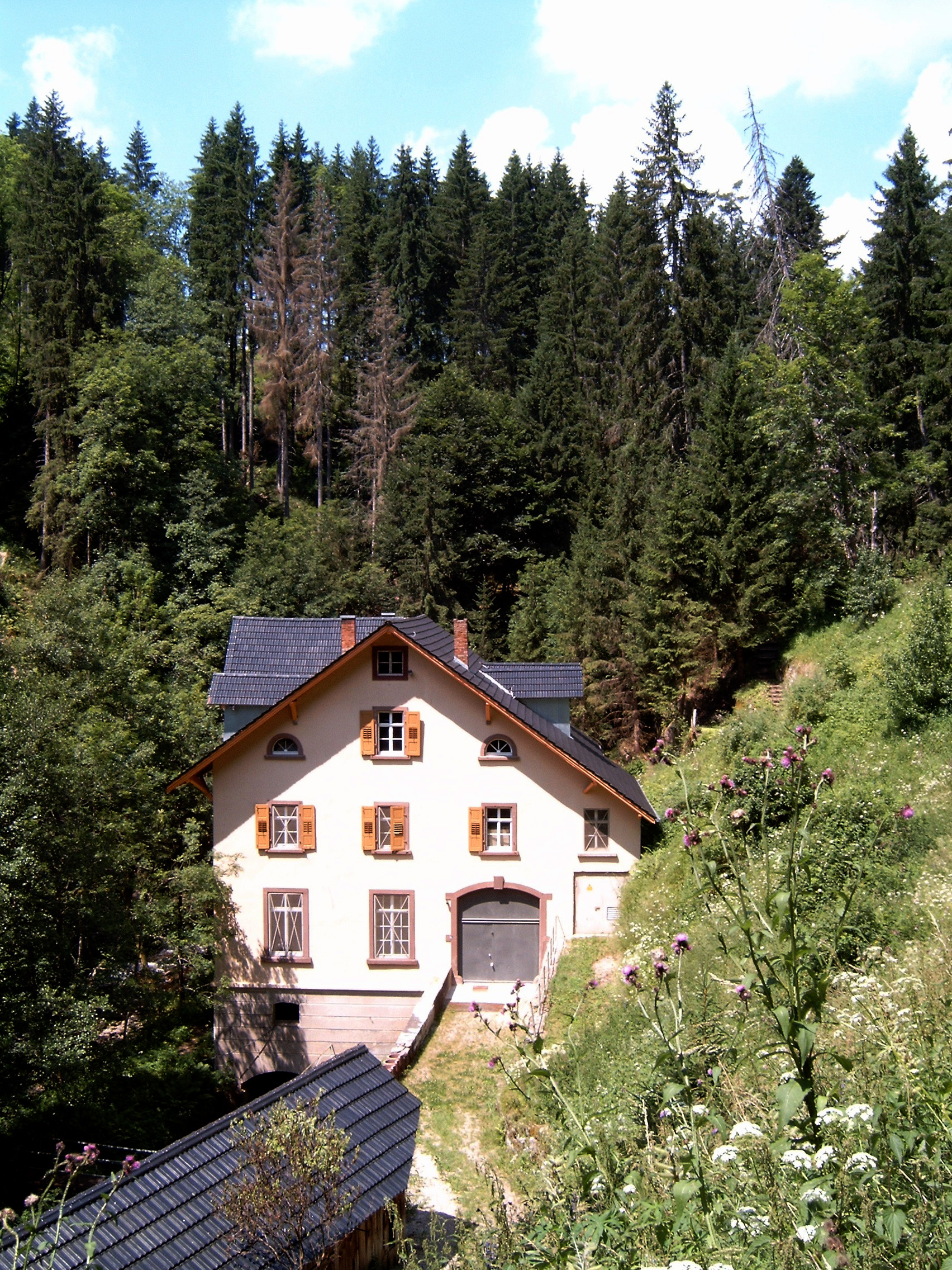
Turbinenhaus

Das Kraftwerk wurde 1979 an das Kraftwerk Laufenburg verkauft und am 1. Juli 1979 stillgelegt und sich selbst überlassen. Zum Ende des zwanzigsten Jahrhunderts wurde das Kraftwerk erneut verkauft und von einem Investor saniert. Hierzu musste die zwischenzeitlich geborstene Rohrleitung komplett erneuert und das Kraftwerksgebäude umfangreich saniert werden. Der 1940 eingebaute zweite Maschinensatz und die Turbine des ersten Maschinensatzes wurden durch neue Francis-Spiralturbinen und Asynchrongeneratoren mit zusammen 355 kW ersetzt. Zusätzlich wurde an der Staumauer ein 40 kW Maschinensatz mit einer Kaplanturbine installiert. Die Erhöhung der Staumauer wurde abgelehnt.
Im Jahr 2000 ging die Anlage wieder ans Netz. Im August 2015 erklärte der Landesnaturschutzverband Baden-Württemberg, dass er eine Beschwerde bei der Bundesnetzagentur eingelegt habe. Grund dafür sei eine Einspeisevergütung von vier Cent pro kWh, die der Kraftwerksbetreiber wegen ökologischer Verbesserungen bei der Wiederinbetriebnahme gemäß Erneuerbare-Energien-Gesetz (2012) erhält. Die Umweltschützer betrachten das Gutachten, auf dessen Basis der Netzbetreiber den Zuschuss bezahlt, als Gefälligkeitsgutachten und fordern die Umsetzung weiterer ökologischer Verbesserungen. Zudem werden unerlaubter Schwallbetrieb sowie die damit verbundene stoßhafte Ausspülung von Schlämmen aus der Stauhaltung in die Wutach kritisiert.
Das Flusskraftwerk Stallegg produziert heute ca. 2,1 Mio. Kilowattstunden pro Jahr für die NaturEnergie AG. Der Originalgenerator von 1895 ist mit Erregermaschine und Schwungrad noch vorhanden, wenn auch nicht mehr einsatzfähig.

## Umgebung
In der Nähe des Kraftwerks steht die „Stallegger Tanne“ und die Ruine der ehemaligen Burg Stallegg.
Unmittelbar am Kraftwerk führt der Querweg Freiburg – Bodensee und der Schluchtensteig vorbei. Für den öffentlichen Verkehr gesperrte Zugänge bestehen von Göschweiler über den Stallegger Hof und von Holzschlag über die Stallegger Brücke, eine 1852 errichtete überdachte Brücke über die Wutach.